# Ecoregió del Desert del Namib
El desert de Namib és una ecoregió desèrtica de Namíbia, amb un curt tram també a Angola i la República sud-africana.

## Característiques
Es creu que és un dels deserts més antics del món. Representa una ecoregió de gran interès per a geòlegs i biòlegs, amb una fauna i una flora formada en gran part per espècies endèmiques altament adaptades a aquest entorn particularment hostil. El territori del Namib s'inclou majoritàriament en zones naturals protegides, el més important és el Parc Nacional Namib-Naukluft, el parc nacional més gran d'Àfrica.

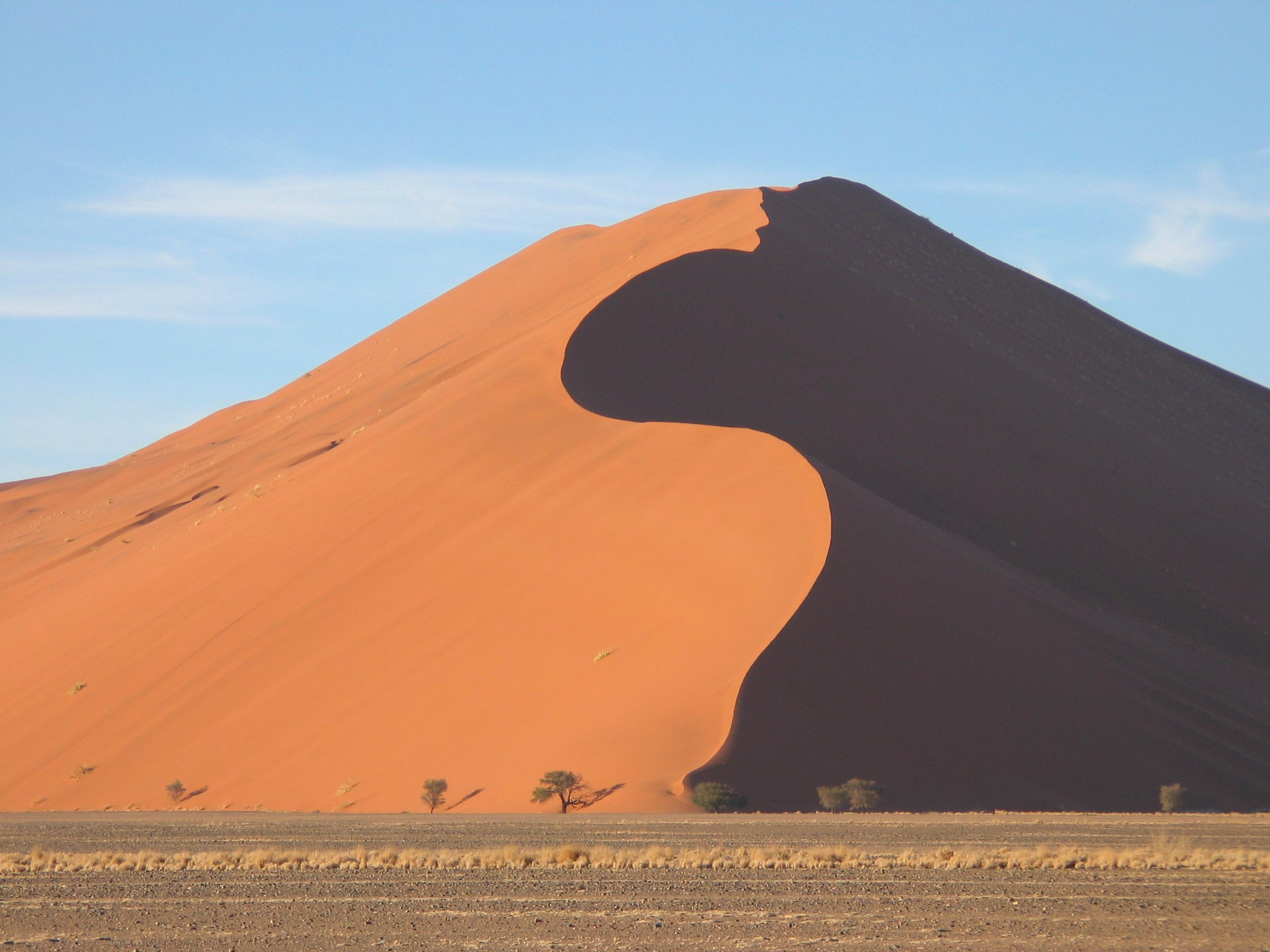
La Duna 45, a l'àrea de Sossusvlei

El nom "Namib" (del qual "Namíbia") deriva de la llengua dels pobles nama que habiten la regió, i significa "lloc vast".

## Geografia
El desert de Namib ocupa la part costanera de l'oest de Namíbia, amb vistes a l'Oceà Atlàntic. S'estén des del riu Uniab al nord fins a la ciutat de Lüderitz al sud, i des de l'oceà a l'oest fins al peu de l'Escarpament Namib a l'est. De nord a sud l'extensió total és d'uns 1300 km; d'est a oest varia entre 80 i 200 km. La superfície total és d'uns 55.000 km². Al nord, el desert de Namib desemboca al Kaokoveld; la línia de demarcació entre les dues regions és aproximadament l'altura de la ciutat portuària de la badia de Walvis i consta d'una franja de terra (d'uns 50 km d'amplada) en la qual s'arriba a la màxima aridesa del sud d'Àfrica.

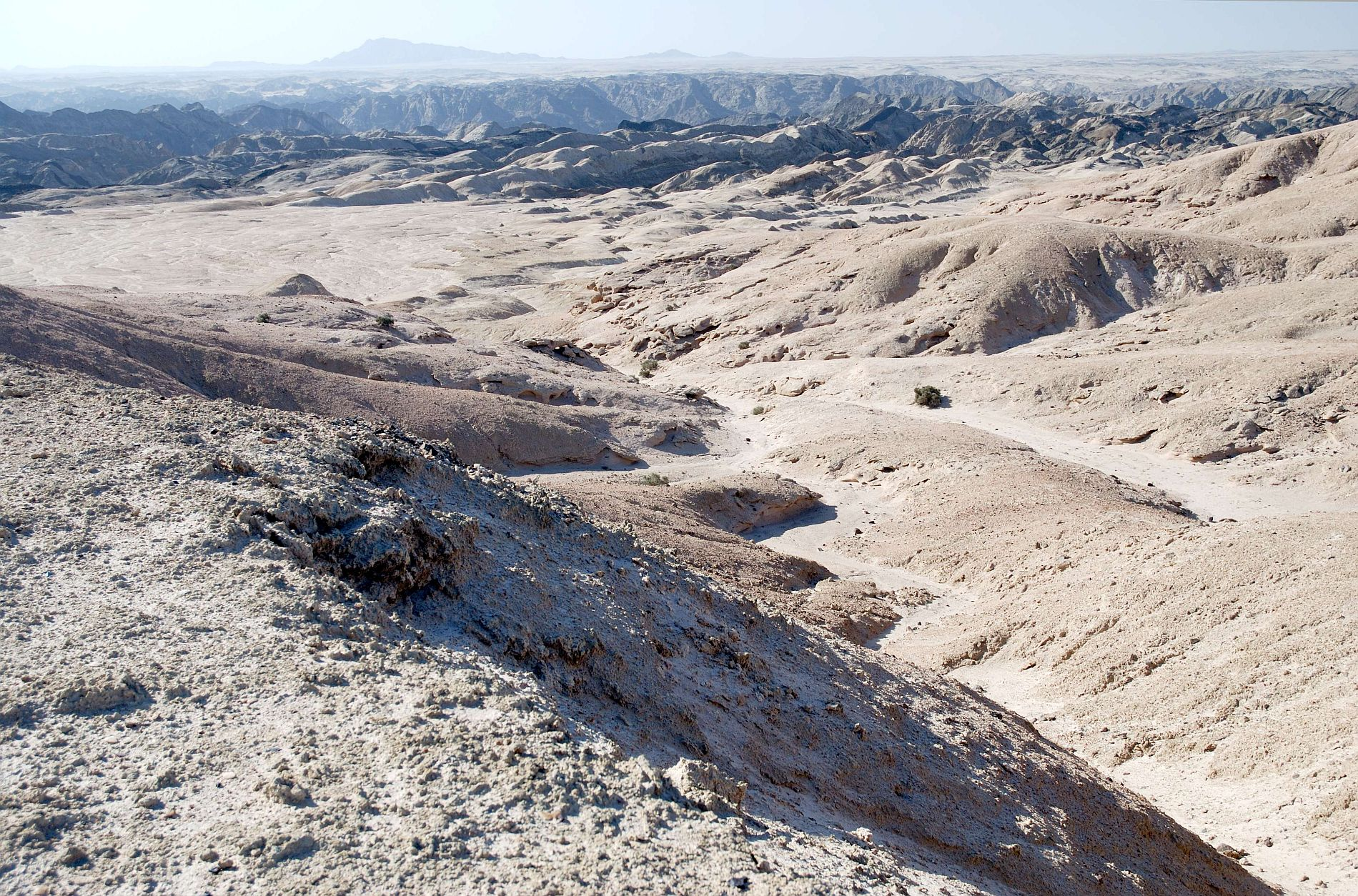
Moon Valley al Namib centre-septentrional

Al sud, el Namib s'uneix a l'extrem nord-oest del Karoo sud-africà.
El sud de Namib (entre Luderitz i el riu Kuiseb) consisteix en un cinturó de dunes entre les més altes i espectaculars del món, sovint caracteritzat per colors molt intensos, amb tons que van del rosat al taronja. És particularment coneguda la destinació turística de Sossusvlei, on es troben la Duna 45 (sovint anomenada "la més fotografiada del món") i la Big Daddy, la més alta del món (305 m).
En ascendir de sud a nord, hom veu que la sorra deixa pas al desert de cantals i pedregós, que caracteritza gairebé tota la zona de l'altiplà entre Sossusvlei i el riu Swakop, situat a cavall del Tròpic de Capricorn. El terreny d'aquesta zona és majoritàriament pla, però també hi ha formacions muntanyoses i canyons importants, com el complex sistema Moon Valley. Tot i que el sòl és àmpliament pedregós, les dunes reapareixen en diversos llocs, i es coneixen especialment aquelles que tenen vistes al mar entre la badia de Walvis i Swakopmund.

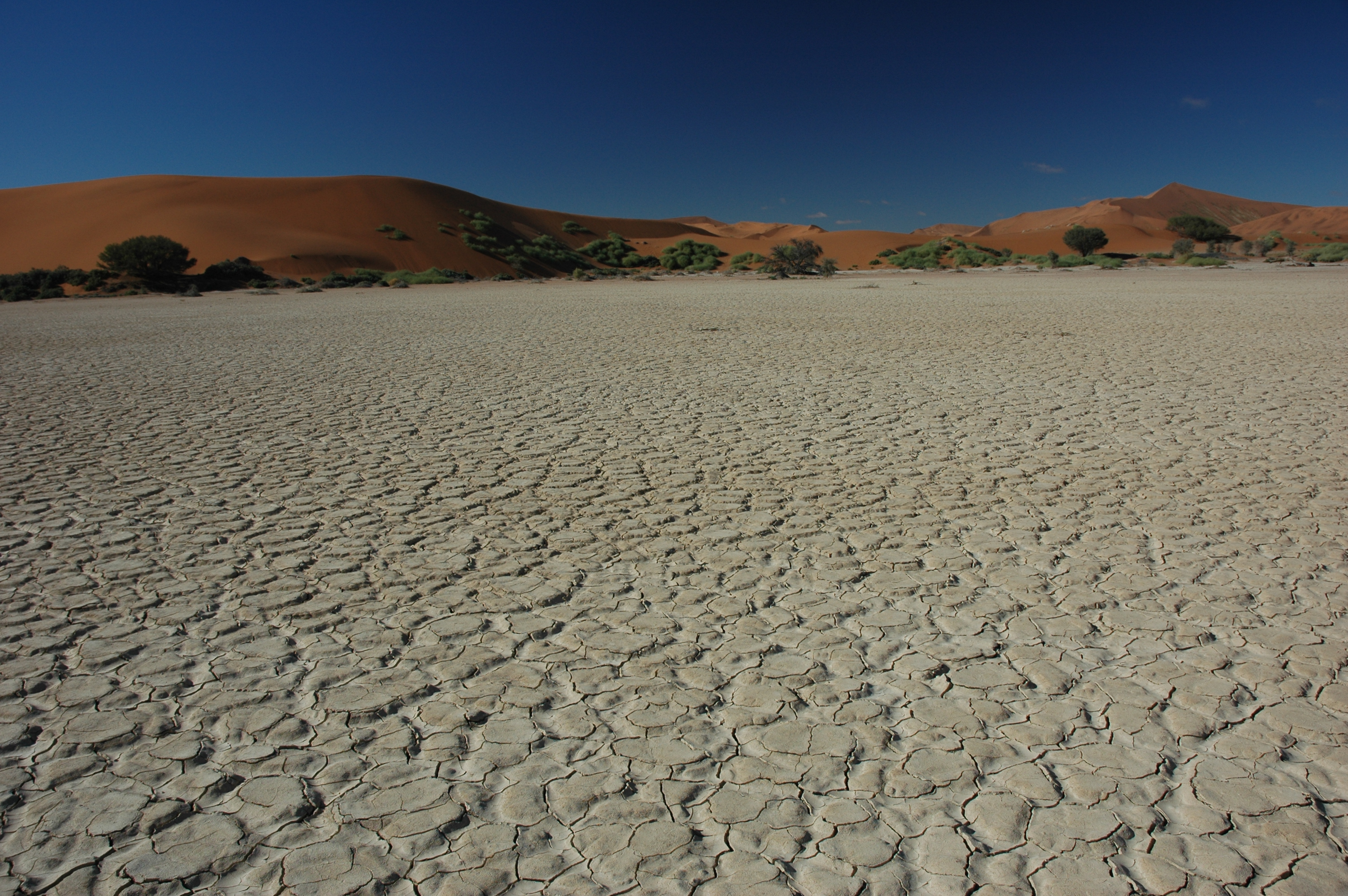
Sòl àrid de Sossusvlei al costat de les dunes

Especialment a la part nord del desert, la interacció entre els vents humits i freds de l'oceà, vinculats al corrent de Benguela i l'aire més càlid i sec del desert provoca boira intensa. Aquestes boires eren en el passat responsables de molts naufragis; la part nord del desert s'anomena “costa dels esquelets” precisament a causa dels nombrosos naufragis que van succeir aquí. Algunes d'aquestes restes de vaixells es troben ara a poques desenes de metres de la costa, cosa que demostra que el desert (i per tant la costa) s'està expandint lentament cap a l'oest avançant cap al mar.

## Ambient
Malgrat l'extrema sequedat, el desert de Namib acull nombroses espècies vegetals i animals. La principal font d'aigua per a totes aquestes espècies és la boira que va esporàdicament des de l'oceà Atlàntic cap a l'interior. Entre les espècies vegetals més inusuals cal esmentar la Welwitschia mirabilis, amb només dues fulles, que poden arribar a diversos metres de longitud, perquè creixen al llarg de la vida de la planta, que en alguns exemplars es creu que supera els 2000 anys. A causa de les seves característiques úniques, Welwitschia va ser citada per Charles Darwin com "l'ornitorinc del regne vegetal". Una zona especialment rica en exemplars d'aquesta espècie és la vall de la Lluna (Moon Valley), un complex de formacions rocoses configurat pel curs del riu Swakop.

## Fauna
La fauna consisteix principalment en artròpodes, petits mamífers i rèptils, però també inclou aus (per exemple l'estruç) i alguns grans mamífers com òrixs i fins i tot (en algunes zones) d'elefants. Moltes d'aquestes espècies són endèmiques i presenten característiques úniques d'adaptació al medi. Els coleòpters tenebriònids com l'Onymacris unguicularis, per exemple, han desenvolupat extremitats posteriors extremadament llargues; la inclinació cap endavant del cos, de fet, fa que les gotes de boira que es formen a l'abdomen llisquin cap endavant cap a la boca. Un altre escarabat, el Lepidochora discoidalis, utilitza fragments de vegetació per construir xarxes en què es capta la humitat. Fins i tot mamífers més grans han desenvolupat tècniques específiques per sobreviure en aquest entorn; el xacal de llom negre, per exemple, llepa la humitat de les pedres, mentre que els otocions prenen líquids ingerint insectes. Els òrixs tenen un sistema de control de la temperatura que els permet elevar la seva temperatura corporal per sobre dels 40 ° C, per suportar millor les hores més caloroses del dia.
Els cercles de fades hi són presents: són zones circulars sense vegetació envoltades d'un anell d'herba alta del gènere Stipagrostis.

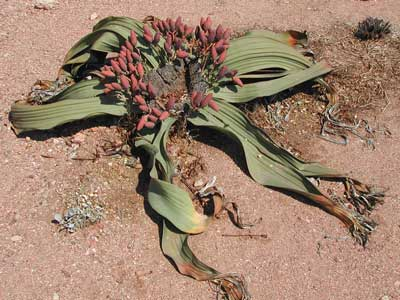
Imatge d'un exemplar de Welwitschia mirabilis

## Assentaments humans
El desert està en gran part deshabitat, però hi ha alguns assentaments humans especialment a la zona de Sesriem, a prop de la famosa vall de Sossusvlei (per exemple, Swakopmund, Lüderitz i la badia de Walvis).
Els establiments humans de la zona s'alimenten en part del turisme (Sossusvlei és una destinació turística molt popular) i en part pel comerç de matèries primeres extretes a la zona, sobretot diamants, tungstè i sal.